# Hypsicera obsoleta
Hypsicera obsoleta là một loài tò vò trong họ Ichneumonidae.